# Discografia de Sugababes
A discografia de Sugababes, um girl group inglês, compõe-se de sete álbuns de estúdio, um álbum de compilação, três eps, trinta e um singles, e dois vídeo álbuns. Sugababes foi formada em 1998 e suas integrantes foram Keisha Buchanan, Mutya Buena, Siobhán Donaghy, Heidi Range, Amelle Berrabah e Jade Ewen.

## Álbuns

### Álbuns de estúdio
| 2000                                                                    | One Touch - Lançado: 27 de novembro de 2000 - Selo: London (#8573861072) - Formatos: CD, Download digital, LP        | 26 | 63 | 6  | 7  | 23 | —  | 16 | 8  | —  | - GBR: Ouro                                                                            |
| 2002                                                                    | Angels with Dirty Faces - Lançado: 26 de agosto de 2002 - Selo: Island (CID #8122) - Formatos: CD, digital download  | 2  | —  | 19 | 13 | 3  | 12 | 21 | 13 | —  | - GBR: 3× Platina - EU: Platina - SUÍ: Ouro                                            |
| 2003                                                                    | Three - Lançado: 27 de outubro de 2003 - Selo: Island (CID #8137) - Formatos: CD, digital download                   | 3  | —  | 21 | 10 | 9  | 4  | 45 | 9  | —  | - GBR: 2× Platina - EUR: Platina - SUÍ: Ouro - ALE: Ouro                               |
| 2005                                                                    | Taller in More Ways [A] - Lançado: 10 de outubro de 2005 - Selo: Island (CID #8162) - Formatos: CD, digital download | 1  | 67 | 5  | 11 | 7  | 10 | 16 | 6  | 5  | - GBR: 2× Platina - IRL: 2× Platina - EUR: Platina - AUT: Ouro - SUÍ: Ouro - ALE: Ouro |
| 2007                                                                    | Change - Lançado: 8 de outubro de 2007 - Selo: Island (#1747641) - Formatos: CD, digital download                    | 1  | 90 | 32 | 33 | 10 | 69 | —  | 14 | 10 | - GBR: Platina - IRL: Platina                                                          |
| 2008                                                                    | Catfights and Spotlights - Lançado: 20 de outubro de 2008 - Selo: Island (#1787209) - Formatos: CD, digital download | 8  | —  | —  | —  | 18 | —  | —  | —  | 34 | - GBR: Prata                                                                           |
| 2010                                                                    | Sweet 7 - Lançado: 8 de março de 2010 (R. Unido) - Selo: Island - Formatos: CD, digital download                     | 14 | —  | —  | —  | —  | 35 | —  | 92 | —  | - GBR: Platina - IRL: Platina                                                          |
| "—" significa que não entrou nas paradas ou não foi lançado neste país. | |    |    |    |    |    |    |    |    |    |                                                                                        |

### Compilações
| Ano  | Detalhes do álbum | Melhor posição nas paradas | Melhor posição nas paradas | Melhor posição nas paradas | Melhor posição nas paradas | Melhor posição nas paradas | Melhor posição nas paradas | Melhor posição nas paradas | Certificações                |
| Ano  | Detalhes do álbum | UK                         | AUT                        | GER                        | IRE                        | NLD                        | SWI                        | EUR                        | Certificações                |
| ---- | --- | -------------------------- | -------------------------- | -------------------------- | -------------------------- | -------------------------- | -------------------------- | -------------------------- | ---------------------------- |
| 2006 | Overloaded: The Singles Collection - Lançado: 13 de novembro de 2006 - Selo: Island (#1709334) - Formatos: CD, digital download | 1                          | 25                         | 38                         | 12                         | 37                         | 29                         | 8                          | - RU: Platina - IRL: Platina |

### EPs
| Ano  | Detalhes do álbum                                                                                  |
| ---- | -------------------------------------------------------------------------------------------------- |
| 2004 | Sessions@AOL Sugababes - Lançado: 16 de agosto de 2004 - Selo: Island - Formatos: Digital download |
| 2005 | Live from London[B] - Lançado: 13 de dezembro de 2005 - Selo: Island - Formatos: Digital download  |
| 2007 | Live at O2 Music Flash - Lançado: 1 de junho de 2007 - Selo: Island - Formatos: Digital download   |

Notas
- B ^ Lançado exclusivamente via iTunes.[22]

## Singles
| 2000                                           | "Overload"                                 | 6  | 27 | 3  | 38 | 3  | 15 | 14 | 12 | 2   | 21 | 5  | —  | - ALE: Ouro                           | One Touch                                                           |
| 2000                                           | "New Year"                                 | 12 | —  | —  | —  | —  | 25 | —  | —  | —   | —  | —  | —  |                                       | One Touch                                                           |
| 2001                                           | "Run for Cover"                            | 13 | 36 | 38 | —  | 20 | 35 | 33 | —  | 49  | —  | 36 | —  |                                       | One Touch                                                           |
| 2001                                           | "Soul Sound"                               | 30 | —  | —  | —  | —  | —  | —  | —  | —   | —  | —  | —  |                                       | One Touch                                                           |
| 2002                                           | "Freak Like Me"                            | 1  | 44 | 22 | 10 | 26 | 2  | 23 | 4  | 25  | 27 | 11 | —  | - RU: Prata                           | Angels with Dirty Faces                                             |
| 2002                                           | "Round Round"                              | 1  | 13 | 8  | 16 | 15 | 2  | 2  | 4  | 2   | 11 | 4  | —  | - RU: Prata - AUS: Ouro               | Angels with Dirty Faces                                             |
| 2002                                           | "Stronger" / "Angels with Dirty Faces" [C] | 7  | 34 | 41 | 20 | 38 | 13 | 5  | 6  | 24  | 23 | 23 | —  |                                       | Angels with Dirty Faces                                             |
| 2003                                           | "Shape"                                    | 11 | 75 | 50 | 49 | 39 | 9  | 7  | 16 | —   | —  | 40 | —  |                                       | Angels with Dirty Faces                                             |
| 2003                                           | "Hole in the Head"                         | 1  | 25 | 5  | 20 | 9  | 2  | 2  | 2  | 11  | 7  | 8  | —  |                                       | Three                                                               |
| 2003                                           | "Too Lost in You"                          | 10 | 31 | 26 | 28 | 14 | 13 | 8  | 7  | 31  | 30 | 8  | —  |                                       | Three                                                               |
| 2004                                           | "In the Middle"                            | 8  | 33 | 27 | 40 | 29 | 13 | 7  | —  | —   | —  | 23 | —  |                                       | Three                                                               |
| 2004                                           | "Caught in a Moment"                       | 8  | —  | 56 | —  | 71 | 28 | 30 | —  | —   | —  | 56 | —  |                                       | Three                                                               |
| 2005                                           | "Push the Button"                          | 1  | 3  | 1  | 2  | 2  | 1  | 3  | 2  | 1   | 4  | 3  | 1  | - RU: Ouro - AUS: Platina - ALE: Ouro | Taller in More Ways                                                 |
| 2005                                           | "Ugly"                                     | 3  | 13 | 14 | 13 | 26 | 7  | 7  | 9  | 5   | 18 | 19 | 11 |                                       | Taller in More Ways                                                 |
| 2006                                           | "Red Dress"                                | 4  | 22 | 41 | 35 | 27 | 12 | 7  | 17 | 16  | 5  | 31 | 14 |                                       | Taller in More Ways                                                 |
| 2006                                           | "Follow Me Home"                           | 32 | 2  | 3  | 6  | 2  | 2  | 8  | 90 | 104 | 11 | 13 | 91 |                                       | Taller in More Ways                                                 |
| 2006                                           | "Easy"                                     | 8  | —  | 23 | 53 | 26 | 18 | 45 | 18 | —   | 56 | 30 | 24 |                                       | Overloaded: The Singles Collection                                  |
| 2007                                           | "Walk This Way" (com Girls Aloud) [D]      | 1  | —  | —  | —  | —  | 14 | —  | —  | —   | —  | —  | —  |                                       | Single sem álbum, lançado pela organização de caridade Comic Relief |
| 2007                                           | "About You Now"                            | 1  | 4  | 4  | —  | 4  | 2  | 18 | 7  | 18  | 40 | 21 | 3  |                                       | Change                                                              |
| 2007                                           | "Change"                                   | 13 | 23 | 45 | 67 | 32 | 21 | 31 | 99 | 50  | 12 | 6  | 45 |                                       | Change                                                              |
| 2008                                           | "Denial"                                   | 15 | —  | 4  | 54 | 11 | 18 | 61 | 12 | 2   | 23 | 14 | 26 |                                       | Change                                                              |
| 2008                                           | "Girls"                                    | 3  | 45 | 34 | 23 | 21 | 12 | 11 | 15 | 18  | 19 | —  | 10 |                                       | Catfights and Spotlights                                            |
| 2008                                           | "No Can Do"                                | 23 | —  | —  | —  | —  | —  | —  | —  | —   | —  | —  | 67 |                                       | Catfights and Spotlights                                            |
| 2009                                           | "Get Sexy"                                 | 2  | 52 | 72 | 21 | 41 | 3  | 47 | 55 | 78  | 42 | 2  | 9  |                                       | Sweet 7                                                             |
| 2009                                           | "About a Girl"                             | 8  | —  | —  | —  | —  | 14 | —  | —  | —   | —  | —  | 28 |                                       | Sweet 7                                                             |
| 2010                                           | "Wear My Kiss"                             | 7  | —  | —  | —  | —  | 9  | —  | —  | —   | —  | —  | 27 |                                       | Sweet 7                                                             |
| "—" Não alcançou o gráfico ou não foi lançado. |                                            |    |    |    |    |    |    |    |    |     |    |    |    |                                       |                                                                     |

### Como artista destacado
| 2004                                                                    | "Do They Know It's Christmas?" (em Band Aid 20) | 1 | 9 | 15 | 3 | 7 | 1 | 1 | 1 | 1 | 2 | 7 | — | Single sem álbum (lançado por Band Aid) |
| "—" significa que não entrou nas paradas ou não foi lançado neste país. |                                                 |   |   |    |   |   |   |   |   |   |   |   |   |                                         |

### Outras canções nas paradas
| Ano  | Canção               | Melhor posição nas paradas | Álbum                      |
| Ano  | Canção               | SVK                        | Álbum                      |
| ---- | -------------------- | -------------------------- | -------------------------- |
| 2008 | "My Love Is Pink"[F] | 51                         | Change                     |
| 2009 | "Teardrops"          | 40                         | 50 Years of Island Records |

### Singles promocionais
| Ano  | Canção          | Melhor posição nas paradas | Álbum            |
| ---- | --------------- | -------------------------- | ---------------- |
| 2009 | "Santa Baby"[E] | —                          | Single sem álbum |
| 2011 | "Freedom"       | —                          | Single sem álbum |

Notas
- F ^ "My Love Is Pink" foi lançado somente via download digital.[22]

### Álbuns de vídeo
| Ano  | DVD | Notas |
| ---- | --- | --- |
| 2001 | Run for Cover - Lançado: 9 de abril de 2001 - Selo: London/Warner - Formato: DVD                             | - DVD single - Com o vídeo "Run For Cover", o mix de Nick Faber da canção "Overload" e partes dos vídeos de "Overload" e New Year |
| 2006 | Overloaded: The Singles Collection - Lançado: 13 de novembro de 2006 - Selo: Island/Universal - Formato: DVD | - O DVD contém 14 vídeos - Bônus: Com uma seção de karaoke para cantar                                                            |

## Vídeos
| Ano  | Título                    | Diretor(es)                      |
| ---- | ------------------------- | -------------------------------- |
| 2000 | "Overload"                | Phil Poynter                     |
| 2000 | "New Year"                | Alex Hemming                     |
| 2001 | "Run for Cover"           | Jamie Morgan                     |
| 2001 | "Soul Sound"              | Max & Dania                      |
| 2002 | "Freak Like Me"           | Sophie Muller and Dawn Shadforth |
| 2002 | "Round Round"             | Phil Griffin                     |
| 2002 | "Stronger"                | Alison Murray                    |
| 2002 | "Angels with Dirty Faces" | Cartoon Network Productions      |
| 2003 | "Shape"                   | Michael Gracey and Pete Commins  |
| 2003 | "Hole in the Head"        | Matthew Rolston                  |
| 2003 | "Too Lost in You"         | Andy Morahan                     |
| 2004 | "In the Middle"           | Matthew Rolston                  |
| 2004 | "Caught in a Moment"      | Howard Greenhalgh                |
| 2005 | "Push the Button"         | Matthew Rolston                  |
| 2005 | "Ugly"                    | Toby Tremlett                    |
| 2006 | "Red Dress"               | Tim Royes                        |
| 2006 | "Follow Me Home"          | Toby Tremlett                    |
| 2006 | "Easy"                    | Tim Royes                        |
| 2007 | "Walk This Way"           | Trudy Bellinger                  |
| 2007 | "About You Now"           | Marcus Adams                     |
| 2007 | "Change"                  | Fatima Robinson                  |
| 2008 | "Denial"                  | Harvey B-Brown                   |
| 2008 | "Girls"                   | Daniel Wolfe                     |
| 2008 | "No Can Do"               | Marco Puig                       |
| 2009 | "Get Sexy"                | Emil Nava                        |
| 2009 | "About a Girl"            | Martin Weisz                     |
| 2010 | "Wear My Kiss"            | Martin Weisz                     |
| 2011 | "Freedom"                 | Sean de Sparengo                 |

## Outras aparições
Estas canções não fazem parte de um álbum de estúdio de Sugababes.
| Ano  | Título                                  | Álbum/Single                                      | Notas |
| ---- | --------------------------------------- | ------------------------------------------------- | --- |
| 2003 | "Please Can I Talk?"                    | Jack O the Green (Small World Big Band Friends 3) | Gravado com Jools Holland                                                                                           |
| 2004 | "Do They Know It's Christmas?"          | "Do They Know It's Christmas?" - Single           | Gravado com Band Aid 20                                                                                             |
| 2005 | "Come Together"                         | "Ugly" - Single                                   | Gravado no original por The Beatles[carece de fontes?]                                                              |
| 2006 | "Spiral"                                | Hello Waveforms                                   | Gravado com William Orbit e Kenna                                                                                   |
| 2006 | "Living for the Weekend"                | Radio 1's Live Lounge                             | Gravado no original por Hard-Fi                                                                                     |
| 2006 | "I Bet You Look Good on the Dancefloor" | Popjustice: 100% Solid Pop Music                  | Gravado no original por Arctic Monkeys                                                                              |
| 2007 | "Walk This Way"                         | "Walk This Way" - Single / Now 66                 | Gravado com Girls Aloud para a organização de caridade Comic Relief. Gravado no original por Run-D.M.C. e Aerosmith |
| 2007 | "Betcha by Golly Wow!"                  | Radio 1 Established 1967                          | Gravado no original por The Stylistics                                                                              |
| 2007 | "Sing"                                  | Songs of Mass Destruction                         | Gravado com Annie Lennox                                                                                            |
| 2008 | "She's Like a Star" (Official Remix)    | "She's Like a Star" - Single                      | Gravado com Taio Cruz e Busta Rhymes                                                                                |
| 2009 | "Teardrops"                             | 50 Years of Island Records                        | Gravado no original por Womack & Womack.                                                                            |
| 2009 | "For Once In My Life"                   | My Inspiration                                    | Gravado no original por Stevie Wonder. Gravado antes, mas lançado depois da saída de Keisha Buchanan                |
| 2010 | "Rabbit Heart (Raise it Up)"            | Radio 1 Live Lounge                               | Originalmente gravada por Florence and the Machine.                                                                 |
| 2010 | "Grow a Girl"                           | Katy Brand VS Sugababes                           | Gravado para a emissora ITV2, paródia de "About a Girl"                                                             |